# Las Cruces
Las Cruces – miasto w hrabstwie Doña Ana, w stanie Nowy Meksyk, w Stanach Zjednoczonych. W 2012 roku miasto liczyło 101 047 mieszkańców, co czyni je drugim pod względem liczby mieszkańców miastem Nowego Meksyku.
Miasto położone jest na zachód od pasma górskiego Organ Mountains.